# Isaklinskij rajon
L'Isaklinskij rajon (in russo Исаклинский район?) è un rajon dell'Oblast' di Samara, nella Russia europea. Istituito nel 1935, il suo capoluogo è Isakly.